# Sapromyza pictigera
Sapromyza pictigera är en tvåvingeart som beskrevs av Malloch 1935. Sapromyza pictigera ingår i släktet Sapromyza och familjen lövflugor. Inga underarter finns listade i Catalogue of Life.